# 1324
Пізнє Середньовіччя •  Реконкіста •  Ганза •  Авіньйонський полон пап •  Монгольська імперія

## Геополітична ситуація
Андронік II Палеолог є імператором Візантійської імперії (до 1328). За титул короля Німеччини ведуть боротьбу Фрідріх Австрійський та Людвіг Баварський. У Франції королює Карл IV Красивий (до 1328).
Апеннінський півострів розділений: північ належить Священній Римській імперії, середню частину займає Папська область, південь належить Неаполітанському королівству. Деякі міста півночі: Венеція, Піза, Генуя тощо, мають статус міст-республік. Триває боротьба гвельфів та гібелінів.
Майже весь Піренейський півострів займають християнські Кастилія і Леон, Арагонське королівство та Португалія, під владою маврів залишилися тільки землі на самому півдні. Едуард II є королем Англії (до 1327), Магнус Еріксон — королем Норвегії та Швеції (до 1364). Королем Данії є Хрістофер II (до 1326), королем Польщі — Владислав I Локетек (до 1333).
Руські землі перебувають під владою Золотої Орди. Почалося захоплення територій сучасних України й Білорусі Литвою. Галицько-Волинське князівство очолює Володимир Львович. Дмитро Михайлович Грізні Очі має ярлик на Володимиро-Суздальське князівство (до 1325).
Монгольська імперія займає більшу частину Азії, але вона розділена на окремі улуси, що воюють між собою. У Китаї, зокрема, править монгольська династія Юань. У Єгипті владу утримують мамлюки. Мариніди правлять у Магрибі. Делійський султанат є наймогутнішою державою Північної Індії, а на півдні Індії панують держава Хойсалів та держава Пандья. В Японії триває період Камакура.
Цивілізація мая переживає посткласичний період. Почали зароджуватися цивілізація ацтеків та інків.

## Події
- Київським князем став Ольгимонт Гольшанський.
- Надання Магдебурзького права місту Володимир.
- Московський князь Юрій Данилович вирушив в Золоту Орду, намагаючись отримати ярлик на велике княжіння.
- Арагонське королівство відвоювало в Пізи Сардинію.
- Папа римський Іван XXII відлучив від церкви Людвіга Баварського й позбавив його титулу короля Німеччини.
- Французький король Карл IV Красивий захопив володіння англійського короля Едуарда II в Гієні.
- Англійський барон-бунтівник Роджер Мортімер втік з в'язниці у Францію.
- Марсілій Падуанський написав трактат «Захисник миру», в якому ратував за ідею незалежності держави від церкви.
- Папа римський Іван XXII звинуватив Вільяма Оккама в єресі. Філософ змушений жити в Авіньйоні, доки розглядається його справа.
- Манса Малі Муса I зупинився в Каїрі на шляху до Мекки й справив велике враження своїм багатством.
- Делійський султан Ґіятх ал-Дін Туґлак здійснив похід у Бенгал, змусивши деяких індуських правителів утікати до Непалу.

## Померли
- 8 січня — У Венеції у віці 70-и років помер знаменитий купець і мандрівник Марко Поло.